# Праздники Молдовы
В этой статье представлен список праздников Молдовы.

## Общенациональные
| Дата       | Название                                     | Местное название             | Статус      | Примечания |
| ---------- | -------------------------------------------- | ---------------------------- | ----------- | --- |
| 1 января   | Новый год                                    | Anul Nou                     | официальный | Традиционно празднование Нового года в Молдове происходит в кругу семьи или близких друзей. На центральной площади столицы — площади Великого Национального Собрания — устраиваются народные гуляния. |
| 7-8 января | Рождество Христово (юлианский календарь)     | Crăciunul                    | официальный | По традиции дети ходят по домам и поют колинды. |
| 8 марта    | Международный женский день                   | Ziua Internatională a Femeii | официальный | |
| апрель/май | Православная Пасха                           | Paştele                      | официальный | Воскресенье и понедельник являются нерабочими днями (2012: 15-16 апреля, 2013: 5-6 мая, 2014: 20-21 апреля, 2015: 12-13 апреля, 2016: 1-2 мая, 2017: 16-17 апреля, 2018: 8-9 апреля, 2019: 28-29 апреля, 2020: 19-20 апреля, 2021: 2-3 мая, 2022: 24-25 апреля)                                                |
| апрель/май | Родительский день                            | Paştele Blajinilor           | официальный | Празднуется в следующее воскресенье или понедельник после Пасхи в зависимости от района страны. Понедельник является нерабочим днём. (2012: 23 апреля, 2013: 13 мая, 2014: 28 апреля, 2015: 20 апреля, 2016: 9 мая, 2017: 24 апреля, 2018: 16 апреля, 2019: 6 мая, 2020: 27 апреля, 2021: 10 мая, 2022: 2 мая) |
| 1 мая      | день труда                                   | Ziua Muncii                  | официальный | |
| 9 мая      | День Победы                                  | Ziua Victoriei               | официальный | |
| 27 августа | День независимости                           | Ziua Independenţei           | официальный | Во многих городах Молдовы устраиваются праздничные концерты, ярмарки, народные гуляния. |
| 31 августа | День национального языка                     | Limba noastră                | официальный | В Кишинёве обычно организуется концерт, в котором принимают участие танцевальные ансамбли, звезды молдавской и зарубежной эстрады. |
| 25 декабря | Рождество Христово (григорианский календарь) | Crăciunul                    | официальный | Не признан ни одним законодательным органом. Первая попытка отметить эту дату как праздник была предпринята в 2009 году. |

## Локальные
| Дата       | Название      | Местное название   | Статус      | Примечания                                         |
| ---------- | ------------- | ------------------ | ----------- | -------------------------------------------------- |
| 14 октября | День Кишинёва | Hramul Chişinăului | официальный | Официальный выходной в столице Молдовы — Кишинёве. |
| 22 мая     | День Бельц    | Hramul Balti       | официальный | Официальный выходной в муниципии Бельцы.           |
| 21 ноября  | День Кагула   | Hramul Cahul       | официальный | Официальный выходной в муниципии Кагул.            |